# Bocana repulsa
Bocana repulsa là một loài bướm đêm trong họ Noctuidae.